# Canton de Clichy
Le canton de Clichy est une circonscription électorale française située dans le département des Hauts-de-Seine et la région Île-de-France.
À la suite du redécoupage cantonal de 2014, le nombre de communes du canton reste inchangé.

## Géographie
Clichy se situe au nord ouest de la capitale de la France, Paris. Elle est reliée avec la capitale à travers plusieurs moyens de transports.

## Histoire

### Département de laSeine
Le canton de Clichy du département de la Seine (Arrondissement de Saint-Denis), contenant l'unique commune de clichy, a été créé par la loi du 13 avril 1893, par division du canton de Neuilly-sur-Seine créé en 1801. 

### Département desHauts-de-Seine
Dans le cadre de la mise en place du département des Hauts-de-Seine, le canton de Clichy, comprenant uniquement une partie de la commune de Clichy, est recréée par le décret du 20 juillet 1967.
Un nouveau découpage territorial des Hauts-de-Seine entre en vigueur à l'occasion des premières élections départementales suivant le décret du 26 février 2014. Les conseillers départementaux sont, à compter de ces élections, élus au scrutin majoritaire binominal mixte. Les électeurs de chaque canton élisent au Conseil départemental, nouvelle appellation du Conseil général, deux membres de sexe différent, qui se présentent en binôme de candidats. Les conseillers départementaux sont élus pour 6 ans au scrutin binominal majoritaire à deux tours, l'accès au second tour nécessitant 12,5 % des inscrits au 1er tour. En outre la totalité des conseillers départementaux est renouvelée. Ce nouveau mode de scrutin nécessite un redécoupage des cantons dont le nombre est divisé par deux avec arrondi à l'unité impaire supérieure si ce nombre n'est pas entier impair, assorti de conditions de seuils minimaux. Dans les Hauts-de-Seine, le nombre de cantons passe ainsi de 45 à 23. 
Dans ce cadre, le canton de Clichy est conservé et s'étend à la totalité de la commune de Clichy.

## Représentation

### Conseillers généraux de la Seine
| Période                                  | Période      | Identité                        | Étiquette                 | Qualité |
| ---------------------------------------- | ------------ | ------------------------------- | ------------------------- | --- |
| Les données manquantes sont à compléter. |              |                                 |                           | |
| 1893                                     | 1896         | Victor Renou                    | POSR                      | Ouvrier tailleur de pierres, rue Mariotte à Paris Communard Député de la Seine (1896 → 1902)                                            |
| 1896                                     | 1925         | Manuel-Paul Marquez (1843-1931) | Rad.                      | Pharmacien à Coutances (Manche) et à Clichy 1er Maire-adjoint de Clichy (1884 → ?) Président du Conseil général de la Seine (1908-1909) |
| 1925                                     | 1929         | Pierre Heurtaux                 | PC-SFIC puis PSC          | Cheminot de l'État, syndiqué 1er maire-adjoint de Clichy (1925 → ?) Conseiller d'arrondissement de Saint-Denis (1920 → ?)               |
| 1929                                     | 1935         | Charles Auffray                 | PSC puis PUP puis SFIO    | Ouvrier ajusteur et marchand de vin Maire de Clichy (1925-1941) Député (1924-1928 et 1932-1936) Médaillé de la Résistance               |
| 1935                                     | 1940 (décès) | Maurice Naile (1892-1940)       | PUP puis PC-SFIC puis DVG | Cheminot puis comptable Premier adjoint au maire de Clichy                                                                              |
|                                          |              |                                 |                           | |
| 1941 (nommé par décret)                  | 1944         | Henri Caldaguès (1880-1960)     |                           | Sous-directeur honoraire à la Préfecture de la Seine Maire de Clichy (1941-1944)                                                        |
|                                          |              |                                 |                           | |
| 1945 Décret du 12 mars 1945              | 1945         | Jean Mercier (1898-1971)        | PCF                       | Garçon de restaurant puis professeur d'atelier Maire de Clichy (1945-1947)                                                              |

### Conseillers d'arrondissement du canton de Clichy (de 1893 à 1940)
| Période                                  | Période | Identité             | Étiquette | Qualité |
| ---------------------------------------- | ------- | -------------------- | --------- | --- |
| 1893                                     | 1902    | Jean-Baptiste Bardin |           | Propriétaire rue de Paris à Clichy                                                                          |
| 1940                                     |         |                      |           | Les conseils d'arrondissement ont été suspendus par la loi du 12 octobre 1940 et n'ont jamais été réactivés |
| Les données manquantes sont à compléter. |         |                      |           | |

### Conseillers généraux et départementaux des Hauts-de-Seine

#### Conseillers généraux de 1967 à 2015
| Période      | Période          | Identité          | Étiquette    | Qualité |
| ------------ | ---------------- | ----------------- | ------------ | --- |
| 1967         | 1976             | Georges Levillain | SFIO puis PS | Représentant de commerce Maire de Clichy (1947 → 1977)                                                      |
| 1976         | 1988             | Guy Schmaus       | PCF          | Ouvrier Sénateur (1968 → 1986)                                                                              |
| octobre 1988 | 1994             | Gilles Catoire    | PS           | Professeur de lycée Maire de Clichy (1985 → 2015)                                                           |
| 1994         | 1995 (démission) | Didier Schuller   | RPR          | Directeur de l'office départemental d'HLM Conseiller municipal de Clichy Conseiller régional Démissionnaire |
| mars 1996,   | 2015             | Gilles Catoire    | DVG puis PS  | Maire de Clichy (1985 → 2015)                                                                               |

#### Conseillers départementaux depuis 2015
| Période élective | Période élective | Mandat | Mandat   | Identité      | Nuance | Nuance | Qualité |
| ---------------- | ---------------- | ------ | -------- | ------------- | ------ | ------ | --- |
| 2015             | 2021             | 2015   | 2021     | Alice Le Moal |        | MoDem  | Chargée d'organisation événementiel Adjointe au maire de Clichy (depuis 2015)                                 |
| 2015             | 2021             | 2015   | 2021     | Rémi Muzeau   |        | LR     | Ancien chef d'entreprise Maire de Clichy (depuis 2015) Vice-président du conseil départemental                |
| 2021             | 2028             | 2021   | en cours | Alice Le Moal |        | MoDem  | Adjointe au maire de Clichy (depuis 2015) Conseillère départementale déléguée à l’aide sociale à l’enfance    |
| 2021             | 2028             | 2021   | en cours | Rémi Muzeau   |        | LR     | Maire de Clichy (depuis 2015) 9ème Vice-président du conseil départemental (Politique de la ville et habitat) |

### Résultats détaillés

#### Élections de mars 2015
Lors des élections départementales de 2015, six binômes de candidats sont en lice : 
- Marie-Claude Fournier (EELV) et Aïssa Terchi (PG-FDG)
- Gilles Catoire conseiller général sortant et maire de Clichy (PS) et Danielle Ripert (PS)
- Jean-Luc Brachet (PRG) et Claire Riou (PCF-FDG)
- Rémi Carillon (FN) et Liliane Karous (FN)
- Mireille Gitton (UDI) et Didier Schuller, ancien conseiller général[21],[22] (UDI)
- Alice Le Moal (MoDem) et Rémi Muzeau (UMP)[23]

À l'issue du 1er tour, deux binômes sont en ballottage : Gilles Catoire et Danielle Ripert (PS, 28,99 %) et Alice Le Moal et Rémi Muzeau (Union de la Droite, 27,61 %). Le taux de participation est de 41,65 % (12 982 votants sur 31 169 inscrits), contre 46,11 % au niveau départemental et 50,17 % au niveau national.
Au second tour, Alice Le Moal et Rémi Muzeau (Union de la Droite) sont élus avec 53,9 % des suffrages exprimés et un taux de participation de 42,13 % (6 524 voix pour 13 133 votants et 31 170 inscrits),.

#### Élections de juin 2021
Le premier tour des élections départementales de 2021 est marqué par un très faible taux de participation (33,26 % au niveau national). Dans le canton de Clichy, ce taux de participation est de 29,24 % (8 902 votants sur 30 448 inscrits) contre 35,09 % au niveau départemental. À l'issue de ce premier tour, deux binômes sont en ballottage : Alice Le Moal et Rémi Muzeau (Union au centre, 44,36 %) et Alain Fournier et Pascale Raynal (Union à gauche avec des écologistes, 26 %).
Le second tour des élections est marqué une nouvelle fois par une abstention massive équivalente au premier tour. Les taux de participation sont de 34,36 % au niveau national, 37,05 % dans le département et 30,49 % dans le canton de Clichy. Alice Le Moal et Rémi Muzeau (Union au centre) sont élus avec 56,94 % des suffrages exprimés (5 068 voix pour 9 287 votants et 30 463 inscrits),,. 

## Composition

### Composition de 1893 à 1967
Le canton était constitué de la totalité de la commune de Clichy.

### Composition de 1967 à 2015
Le canton était composé, aux termes et selon la toponymie de l'époque, par partie de Clichy « délimitée au Sud-Ouest par l'axe des rues Médéric, de l'Ancienne-Mairie et de Paris ».

### Composition depuis 2015
Le canton est constitué par la totalité de la commune de Clichy
| Nom                            | Code Insee | Intercommunalité         | Superficie (km2) | Population (dernière pop. légale) | Densité (hab./km2) | Modifier                                    |
| ------------------------------ | ---------- | ------------------------ | ---------------- | --------------------------------- | ------------------ | ------------------------------------------- |
| Clichy (bureau centralisateur) | 92024      | Métropole du Grand Paris | 3,08             | 65 102 (2022)                     | 21 137             | modifier les données · modifier les données |
| Canton de Clichy               | 9209       |                          |                  | 65 102 (2022)                     |                    | modifier les données                        |

## Démographie

### Démographie avant 2015
| 1962 | 1968 | 1975 | 1982 | 1990   | 1999   | 2006   | 2011   | 2012   |
| ---- | ---- | ---- | ---- | ------ | ------ | ------ | ------ | ------ |
| -    | -    | -    | -    | 35 588 | 37 947 | 43 430 | 44 841 | 44 735 |

### Démographie depuis 2015
En 2022, le canton comptait 65 102 habitants, en évolution de +7,81 % par rapport à 2016 (Hauts-de-Seine : +2,75 %, France hors Mayotte : +2,11 %).
| 2013   | 2018   | 2022   |
| ------ | ------ | ------ |
| 59 255 | 62 485 | 65 102 |